# Gerdak-e Sepīān
Gerdak-e Sepīān (persiska: گردک سپیان, Gerd Taspīān) är en ort i Iran.   Den ligger i provinsen Västazarbaijan, i den nordvästra delen av landet, 600 km väster om huvudstaden Teheran. Gerdak-e Sepīān ligger 1 442 meter över havet och antalet invånare är 640.
Terrängen runt Gerdak-e Sepīān är huvudsakligen kuperad, men den allra närmaste omgivningen är platt.Runt Gerdak-e Sepīān är det ganska glesbefolkat, med 48 invånare per kvadratkilometer. Närmaste större samhälle är Piranshahr, 15,4 km sydväst om Gerdak-e Sepīān. Trakten runt Gerdak-e Sepīān består till största delen av jordbruksmark.